# Donaustadt

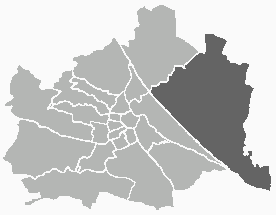
Poloha Donaustadtu na mapě Vídně

Donaustadt ( [ˈdoːnaʊ̯ˌʃtat]; doslova „Dunajské město“) je 22. vídeňský obvod. Nachází se v severovýchodní části města a s rozlohou 102,29 km2 je to největší vídeňský obvod – zabírá asi čtvrtinu celkové rozlohy města. K 1. lednu 2024 zde žilo 220 794 obyvatel.
Obvod tvoří 8 bývalých samostatných obcí: Aspern, Breitenlee, Hirschstetten, Essling, Kagran, Kaisermühlen, Stadlau a Süßenbrunn a jedna nová čtvrť – Donau City, která leží mezi Starým Dunajem (Alte Donau) a Novým Dunajem (Neue Donau). Součástí další části Donaustadtu zvané Lobau jsou i rozlehlý les a louky. Celkem 59 % rozlohy obvodu tvoří zeleň, jež představuje 30 % zeleně ve Vídni. Zdejší oblast prošla v letech 1870–1875 značnými změnami. Tehdy byl původní Dunaj rozdělen na několik ramen, která zabírají značnou plochu. Kvůli ochraně před povodněmi byl vybudován vedlejší kanál, jenž vytváří ostrov Donauinsel.

## Poloha
Na západě tvoří hranici obvodu z větší části tok Dunaje. Na východě a na severu sousedí s Moravským polem. Na severozápadě hraničí Donaustadt s 21. obvodem, na západě s 2. obvodem a na jihu s 11. obvodem a s částí Dolních Rakous. Nejvyšším bodem 22. obvodu je skládka Rautenweg s nadmořskou výškou 205 m.

## Historie
Na katastru bývalých vesnic Aspern a Essling porazil roku 1809 rakouský arcivévoda Karel Ludvík vojska Napoleonovy Velké armády v bitvě u Aspern a Esslingu, což byla historicky první Napoleonova porážka. Prakticky na stejném místě to pak Napoleon o dva měsíce později rakouským vojskům vrátil v bitvě u Wagramu, která skončila francouzským vítězstvím.
Tento v porovnání s ostatními obvody mladý městský okres vznikl rozhodnutím vídeňského zemského sněmu 29. června 1946. Měla se tak obnovit hranice mezi Vídní a Dolními Rakousy, avšak vzhledem k pobytu sovětské okupační armády nemohlo toto rozhodnutí vejít okamžitě v platnost. Stalo se tak až 2. července 1954, kdy sovětské velení rozhodnutí vídeňského zemského sněmu akceptovalo.